# San Marino op de Olympische Zomerspelen 2024
San Marino nam deel aan de Olympische Zomerspelen 2024 in Parijs, Frankrijk.

## Aantal deelnemers
Hieronder volgt een overzicht van de atleten die zich reeds gekwalificeerd hebben voor de Olympische Zomerspelen van 2024.
| Sport        | Mannen | Vrouwen | Totaal |
| ------------ | ------ | ------- | ------ |
| Atletiek     | 0      | 1       | 1      |
| Boogschieten | 0      | 1       | 1      |
| Schietsport  | 0      | 1       | 1      |
| Worstelen    | 1      | 0       | 1      |
| Zwemmen      | 1      | 0       | 1      |
| Totaal       | 2      | 3       | 5      |

## Deelnemers en resultaten

### Atletiek

#### Loopnummers
Vrouwen
| atleet                | onderdeel | voorronde | voorronde | series   | series | herkansingen | herkansingen | halve finale   | halve finale   | finale         | finale         |
| atleet                | onderdeel | tijd      | rang      | tijd     | rang   | tijd         | rang         | tijd           | rang           | tijd           | rang           |
| --------------------- | --------- | --------- | --------- | -------- | ------ | ------------ | ------------ | -------------- | -------------- | -------------- | -------------- |
| Alessandra Gasparelli | 100 m     | 11,62     | 2 Q       | 11,54 NR | 7      | n.v.t.       | n.v.t.       | niet geplaatst | niet geplaatst | niet geplaatst | niet geplaatst |

### Boogschieten
Vrouwen
| atleet           | onderdeel   | plaatsingsronde | plaatsingsronde | eerste ronde         | tweede ronde         | derde ronde          | kwartfinale          | halve finale         | finale / BM          | finale / BM    |
| atleet           | onderdeel   | score           | rang            | tegenstander uitslag | tegenstander uitslag | tegenstander uitslag | tegenstander uitslag | tegenstander uitslag | tegenstander uitslag | rang           |
| ---------------- | ----------- | --------------- | --------------- | -------------------- | -------------------- | -------------------- | -------------------- | -------------------- | -------------------- | -------------- |
| Giorgia Cesarini | individueel | 625             | 58              | Kroppen V 3 - 7      | niet geplaatst       | niet geplaatst       | niet geplaatst       | niet geplaatst       | niet geplaatst       | niet geplaatst |

### Schietsport
Vrouwen
| atlete             | onderdeel | kwalificaties | kwalificaties | finale         | finale         |
| atlete             | onderdeel | punten        | ran           | punten         | rang           |
| ------------------ | --------- | ------------- | ------------- | -------------- | -------------- |
| Alessandra Perilli | trap      | 116           | 15            | niet geplaatst | niet geplaatst |

### Worstelen

#### Vrije stijl
Mannen
| atlete      | onderdeel | eerste ronde         | kwartfinale            | halve finale         | herkansing           | finale / BM          | finale / BM |
| atlete      | onderdeel | tegenstander uitslag | tegenstander uitslag   | tegenstander uitslag | tegenstander uitslag | tegenstander uitslag | rang        |
| ----------- | --------- | -------------------- | ---------------------- | -------------------- | -------------------- | -------------------- | ----------- |
| Myles Amine | −86 kg    | Mykhailov W 7 - 4    | Nurmagomedov W 16 - 14 | Yazdani V 1 - 7      | bye                  |                      |             |

### Zwemmen
Mannen
| Atleet        | Onderdeel        | Series  | Series | Halve finale | Halve finale | Finale         | Finale         |
| Atleet        | Onderdeel        | Tijd    | Rang   | Tijd         | Rang         | Tijd           | Rang           |
| ------------- | ---------------- | ------- | ------ | ------------ | ------------ | -------------- | -------------- |
| Loris Bianchi | 400 m vrije slag | 4.01,13 | 32     | n.v.t.       | n.v.t.       | Niet geplaatst | Niet geplaatst |